# Ateralphus variegatus
Ateralphus variegatus é uma espécie de besouro da família Cerambycidae. Foi descrito por Mendes em 1938.